# Kurt Albert (Musiker)
Kurt Albert (* 17. Juli 1952) ist ein Akkordeonspieler aus Linthal im Schweizer Kanton Glarus. 

## Karriere
Kurt Albert komponierte das Urnerbodä Kafi und nahm diesen Schottisch 1977 mit andern Musikanten unter der Leitung von René Wicky auf. 1980 gründete er die Ländlerkapelle Echo vom Tödi. Nach einigen anfänglichen Personalwechseln konnte er zuletzt mit Köbi Kamm (Akkordeon), Ernst Ehrler oder Hermann Luchsinger (Klavier) und René Walker (Bassgeige) auf eine personelle Stabilität zählen. Sie erarbeiteten sich ein Repertoire, das neben traditioneller Ländlermusik auch andere Musikrichtungen umfasste. Am 29. Dezember 1999 gaben sie ihr Abschiedskonzert.
Kurt Albert ist gelernter Schlosser und Kaufmann und arbeitete während vieler Jahre selbständig mit einem Stützpunkt für Kärcher-Hochdruckreiniger. 2008 wurde er Mitarbeiter einer Firma für Landmaschinen in Murg SG. Seit 2017 ist er pensioniert. 
| Personendaten    | Personendaten              |
| ---------------- | -------------------------- |
| NAME             | Albert, Kurt               |
| KURZBESCHREIBUNG | Schweizer Akkordeonspieler |
| GEBURTSDATUM     | 17. Juli 1952              |